# Сігне Ківі
Сігне Ківі (ест. Signe Kivi, дівоче Бушман, Buschmann, нар. 24 лютого 1957, Таллінн, Естонія) — естонська художниця по текстилю, політична і державна діячка. Членкиня Партії реформ Естонії. Чинна депутатка Рійгікогу Естонії XIV скликання з 2019 року. У минулому — депутатка Конгресу Естонії (1990—1992), міністерка культури (1999—2002), депутатка Рійгікогу Естонії IX і X скликань (2003—2005), професор (1997—2000) і ректорка Естонської академії мистецтв (2005—2015), директор Тартуського художнього музею (2017—2019). Кавалерка Великого хреста ордена Лева Фінляндії (2001), кавалерка ордена Білої зірки 4-го класу (2004), командорка португальського ордена Заслуг (2006), командорка бельгійського ордена Корони (2008).

## Біографія

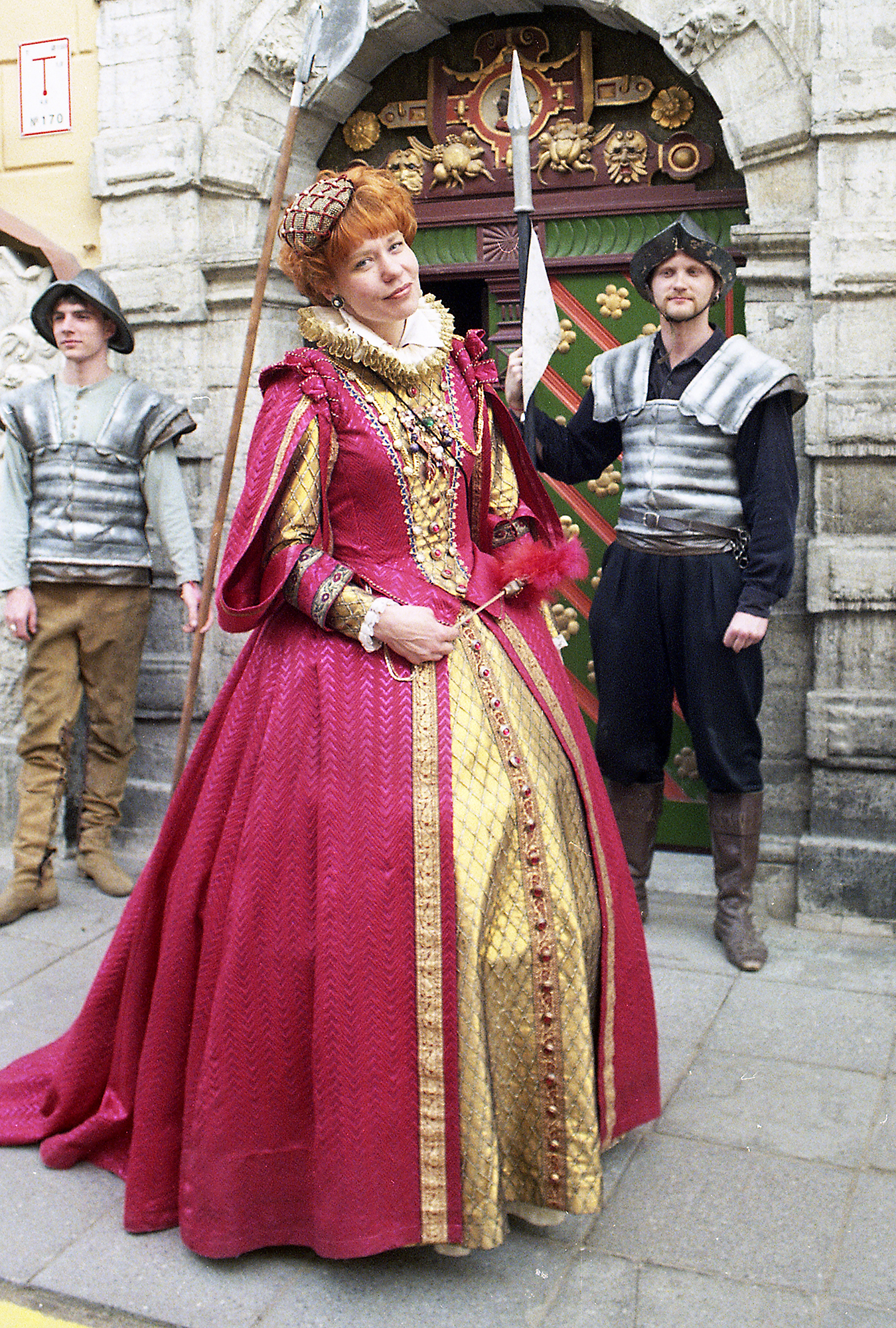
Сігне Ківі в 1999 році

Народилася 24 лютого 1957 року в Талліні. Мати — Урве Бушман (Urve Buschmann), співробітниця Архіву естонського фольклору, нагороджена президентом Премією за збирання фольклору за 2018 рік, як «завжди помічаємо тонкі нюанси народної спадщини».
У 1975 році закінчила Таллінську 46-у середню школу в Пелгулінні. У школі займалася плаванням, легкою атлетикою, гімнастикою і народними танцями. У 1984 році закінчила Художній інститут Естонської РСР за фахом художнє оформлення та моделювання виробів текстильної та легкої промисловості, отримала ступінь, відповідну магістру.
Працювала художницею в 1980—1985 роках в об'єднанні народних промислів «Коду» (Rahvatööndusettevõte «Kodu»), в 1985—1991 роках — в Таллінському комбінаті «Арс» художнього фонду Естонської РСР.
З 1988 року викладала в Художньому інституті Естонської РСР. У 1997—2000 роках — професор Естонської академії мистецтв, з 1999 року — керівниця текстильного відділення, з 2002 року — запрошена професор, в 2005—2015 роках — ректорка Естонської академії мистецтв.
З 1987 року — членкиня Спілки художників Естонії. З 1995 по 1998 рік була віцепрезидентом Союзу, потім президентом до 1999 року.
У 1990—1992 роках була депутаткою Конгресу Естонії, членкинею ініціативної групи Конгресу Естонії по відновленню Спілки жінок Естонії.
У 1999 році отримала портфель міністери культури в уряді Марта Лаара. Також була головою Ради у справах культури і Естонської ради по спорту. Після відставки Марта Лаара зберегла пост міністерки культури в наступному уряді Сііма Калласа. Через розтрати казенних грошей Аво Вііолем, керівником естонського державного фонду Kultuurkapital, Сігне Ківі подала заяву про відставку, яку було схвалено прем'єр-міністром 23 серпня 2002 року.
У 1998—2006 роках, з 2014 року по теперішній час — членкиня Партії реформ Естонії. У 1996—1999 роках, у 2002 році — депутатка Талліннських міських зборів, також обрано в 1999 році, але покинула Талліннські міські збори у зв'язку з призначенням на пост міністра культури. З 2003 року — депутатка Рійгікогу IX скликання. За підсумками парламентських виборів 2003 року обрана депутаткою Рійгікогу X скликання. У 2003—2005 роках — заступниця голови комісії з питань культури. У 2005 році покинула Рійгікогу в зв'язку з призначенням на посаду ректорки Естонської академії мистецтв.
26 червня 2017 року набула посаду директора Тартуського художнього музею. Покинула пост, отримавши за підсумками парламентських виборів 2019 року депутатський мандат в Рійгікогу XIV скликання від виборчого округу Тарту.
Є членкинею парламентської комісії з культури.
У 2009 році — посол Естонії в Європейський рік творчості та інновацій (EYCI). З 2019 року — членкиня ради Національної бібліотеки Естонії.
Брала участь у багатьох виставках в Естонії і за кордоном, авторка статей в естонській пресі.

## Особисте життя

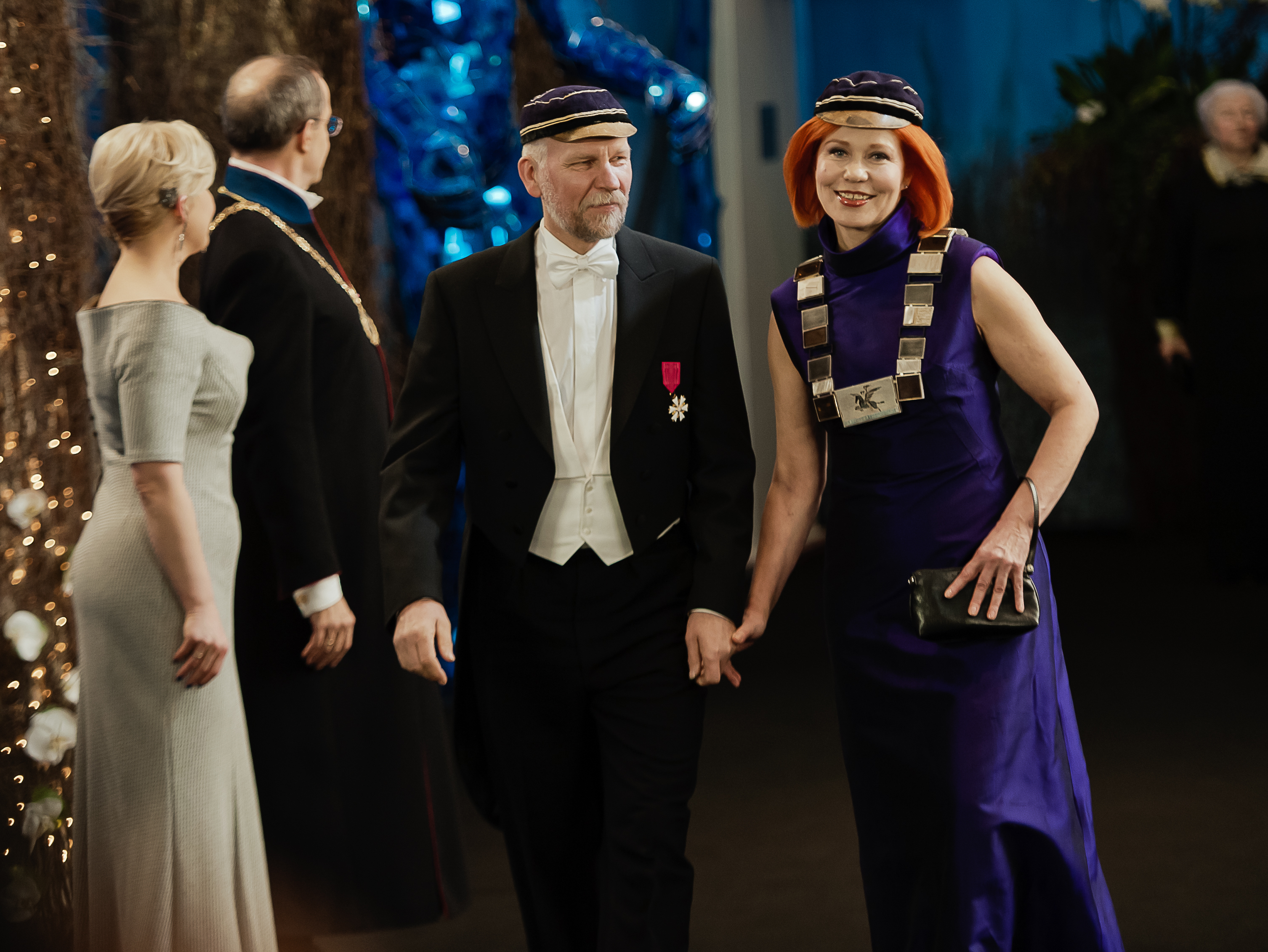
Сігне Ківі та Калью Ківі на прийомі у Президента 2012 року

Одружена з Калью Ківі, який був головним художником Естонського театру ляльок (нині Естонського молодіжного театру) в 1995—2011 роках. Має двох синів і двох пасинків, шість онуків.

## Національні нагороди
- 2001 р. Орден Великого Хреста фінського лицаря Лева
- 2004 р. Орден Білої зірки Естонської Республіки, 4 клас
- 2006 р. Орден Командорського Хреста Португальської Республіки
- 2008 р. Орден Корони Королівства Бельгія

## Публікації
Сігне Ківі: Академія мистецтв потребує нового будинку, Postimees, 23 вересня 2008 р